# Тайная жизнь Уолтера Митти
«Тайная жизнь Уолтера Митти» (англ. The Secret Life of Walter Mitty) — кинофильм режиссёра Нормана Маклауда, вышедший на экраны в 1947 году и основанный на рассказе Джеймса Тёрбера. В 2013 году вышел ремейк ленты, снятый Беном Стиллером.

## Сюжет
Уолтер Митти — сотрудник издательства, выпускающего низкопробную беллетристику. Он очень рассеян и постоянно витает в облаках. В своих фантазиях он превращается в персонажей приключенческой и любовной литературы, которую вынужден читать по долгу службы: то он бесстрашный капитан парусника, попавшего в ужасный шторм, то хладнокровный хирург, без раздумий принимающий жизненно важные решения, то отважный военный лётчик, готовый на всё ради выполнения своего долга. Однако в реальной жизни Уолтер совсем не таков: он трусоват, живёт со своей мамой и готовится к свадьбе со скучной и глуповатой девушкой. Его жизнь резко меняется, когда он встречает в поезде красавицу Розалинд ван Хорн, скрывающуюся от таинственного преследователя. Уолтера затягивает в водоворот событий, и вот он уже должен уберечь блокнот с важной информацией от попадания в руки немецких шпионов…

## В ролях
- Дэнни Кей — Уолтер Митти
- Вирджиния Мейо — Розалинд ван Хорн
- Борис Карлофф — доктор Холлингсхед
- Фэй Бейнтер — миссис Митти
- Энн Разерфорд — Гертруда Гризволд
- Тёрстон Холл — Брюс Пирс
- Гордон Джонс — Табби Уодсворт
- Флоренс Бейтс — миссис Гризволд
- Константин Шейн — Питер ван Хорн
- Реджинальд Денни — полковник
- Фриц Фельд — Анатоль

В титрах не указаны
- Хелен Джером Эдди — продавщица нижнего белья (последняя роль актрисы)
- Билли Блэтчер — персонаж из вестерна